# Tales of the Abyss
Tales of the Abyss (テイルズ オブ ジ アビス Teiruzu obu ji Abisu?) es un RPG desarrollado por Namco Tales Studio y publicado por Namco. Se lanzó a la venta en Japón el 15 de diciembre de 2005, para la plataforma PlayStation 2, conmemorando así el 10.º aniversario de la serie Tales of. Tales of the Abyss es el octavo juego de la serie principal e incluye el Flex Range Linear Motion Battle System, una evolución del sistema de batalla del Tales of Symphonia. El diseño de los personajes fue obra del dibujante de manga Kōsuke Fujishima.
Tales of the Abyss fue publicado en Japón, y un año después en Norteamérica. Existe una traducción al castellano realizada por Tales Translations, un grupo de traductores aficionados.
Namco desarrolló una versión del videojuego para la consola Nintendo 3DS, que llegó a Japón y Europa en 2011 y en Norteamérica en 2012.

## Jugabilidad

### Sistema de batalla
El Flex Range Linear Motion Battle System (FR-LMBS) es una evolución del sistema de batalla característico de la serie Tales, que permite a los personajes desplazarse en tiempo real hacia un enemigo o en dirección opuesta. Los controles son muy parecidos a los de otros juegos de la serie, especialmente a los de Tales of Symphonia, pero dispone de mayor maniobrabilidad. El jugador puede atacar, defenderse, ejecutar una habilidad o abrir un menú con múltiples funciones, como por ejemplo utilizar objetos u ordenar a un compañero que realice una acción. Este sistema, al contrario que el Crossover Linear Motion Battle System (X-LMBS) de Tales of Legendia, ofrece la posibilidad de cooperar con otros jugadores en batallas multijugador, y la cámara para este modo ha sido mejorada con respecto a la que se utilizaba en el Multi-Line Linear Motion Battle System (ML-LMBS) del Tales of Symphonia, alejando el zum a medida que los personajes se separan entre sí. Otros jugadores quizá necesitarán ajustar ligeramente el ángulo de la cámara, pero al menos siempre permanecerán en pantalla. Otra nueva característica, "Movimiento libre", permite al personaje controlable moverse en cualquier dirección al margen del plano entre él y su enemigo, a diferencia de otros Tales previos.
Los personajes pueden aprender "habilidades AD" (habilidades adicionales) que pueden activarse o desactivarse a voluntad para ayudar en las batallas. El juego incluye un gran número de estas habilidades, que se adquieren mediante de los llamados "núcleos de capacidad", unos objetos que otorgan bonificaciones en los atributos de un personaje cuando sube de nivel. Cuando algún atributo tiene suficientes bonificaciones, la habilidad AD se aprende automáticamente.
El juego incluye muchas habilidades y hechizos que desencadenar contra los enemigos. Otra novedad del sistema es el “Campo de Fonones” (abreviado a menudo como CdF). Cuando un personaje utiliza un hechizo o una técnica de batalla que contenga algún elemento especial aparece un círculo en el suelo, que corresponde con el elemento utilizado. Si el círculo se refuerza con más técnicas del mismo elemento, o si ya era lo suficientemente fuerte, se tornará del color del elemento correspondiente, señalando de que hay un cambio disponible en el CdF. Finalmente, si un personaje entra dentro del círculo y realiza una habilidad que corresponda con el círculo del CdF, esta cambiará y será una versión más poderosa. Los enemigos también pueden usar y crear CdF.
En Tales of the Abyss también aparecen las artes místicas (Mystic Artes o Hi-Ougis, en la versión americana y japonesa respectivamente), poderosas habilidades que solo se pueden ejecutar cuando se cumplen ciertos requisitos. Cada personaje posee un arte mística estándar junto con una oculta y desbloqueable, que se obtiene al acabar la partida y empezar de nuevo. Los jefes enemigos también tienen artes místicas, como el "Tormento akáshico" de Sync, la "Luz malvada" de Arietta o el "Ballet prismático" de Legretta.
Como en otros juegos de la saga Tales, los personajes también pueden entrar en el modo "Límite" al llenar una barra indicadora verde, que se puede rellenar realizando combos y golpes críticos. Una vez llegado ese punto, el jugador pulsa el botón R2 para entrar en Límite y, durante este tiempo, ejecutar artes místicas.

### Características

#### Rango
Tales of the Abyss incluye un sistema de "rangos" como la mayoría de Tales. El rango se obtiene tras cada batalla, y aumenta o disminuye el número total de puntos del jugador dependiendo de cómo haya luchado. Por ejemplo, si derrota a los enemigos en un corto período o realiza un combo largo, aumentará el rango que gana al final de la batalla. Los personajes que hayan sido derrotados o tengan estados adversos verán disminuido el rango obtenido. Al final del juego, los jugadores podrán intercambiar el rango por bonificaciones para la próxima partida, como por ejemplo poder llevar más objetos u obtener el doble de experiencia por batalla.

#### Skits(sátiras)
Es una tradición en la saga que también aparece en Tales of Symphonia. En el juego, se puede ver una skit pulsando el botón SELECT cuando aparezca el aviso en la parte inferior izquierda de la pantalla. Durante la skit, los rostros de los personajes aparecerán en pantalla (al estilo anime) e interactuarán entre ellos. Los personajes de las skits están animados, a veces meneándose y otras alargándose o moviéndose por la pantalla para acentuar lo que ocurre en la skit. Las skits pueden ser dramáticas o cómicas, y pueden tratar un amplio abanico de temas. Algunas estarán relacionadas con la trama principal y otras solo pueden verse mediante eventos opcionales. Las skits en la versión americana, a diferencia de la japonesa, no están dobladas.

#### Anillo del Hechicero
El Anillo del Hechicero es un objeto mágico que Mieu lleva alrededor de su cintura y que puede mejorarse gracias al poder de fonones concentrados en ciertas mazmorras para así realizar distintas acciones útiles. Se incluyen: "Fuego de Mieu", con la que Mieu lanza una bola de fuego hacia adelante que sirve para activar interruptores y resolver diferentes puzles; "Ataque de Mieu", con la que Mieu se lanza hacia adelante para romper objetos y golpear interruptores; y "Vuelo de Mieu", con la que Mieu agita sus orejas e impulsa al jugador hacia arriba, siendo útil para alcanzar plataformas altas y escaleras. También existe una mejora para el "Fuego de Mieu" llamada "Fuego de Mieu 2", que tiene un mayor alcance.

#### Títulos y trajes
Tales of the Abyss también tiene su propia colección de títulos que cada personaje obtiene a través de una serie de tareas o eventos. Estos títulos tienen efectos diversos, algunos relacionados con el estado. Como viene siendo habitual en los Tales más recientes, algunos de estos títulos también cambian el traje que lleva el personaje en pantalla. Cada personaje tiene trajes únicos y para conseguirlos el jugador debe cumplir ciertas tareas, como jugar al minijuego Dragon Buster, por ejemplo. A diferencia de otros juegos de la serie, cada título en Tales of the Abyss conlleva un efecto especial, variando desde descuentos en tiendas a recuperar pequeñas cantidades de HP periódicamente.

#### Cocina
Como en otros Tales, Tales of the Abyss incluye un sistema de cocina. El jugador recoge recetas e ingredientes a lo largo del juego que pueden utilizarse para cocinar. Las distintas recetas requieren distintos ingredientes y tienen diversos efectos. El jugador puede aumentar los atributos de cocina de los personajes si cocina frecuentemente.

#### Espadachines infernales
Al igual que en Tales of Symphonia, estos jefes opcionales aparecen en ciertas partes del juego y solo se puede luchar contra ellos en ocasiones determinadas. Estos espadachines infernales son unos enemigos con un nivel muy superior al habitual en el punto del juego en el que aparecen. Para poder enfrentarse contra un espadachín infernal, el jugador deberá haber eliminado al espadachín infernal anterior. Si el jugador pierde la oportunidad de luchar con uno, el siguiente espadachín infernal no estará disponible.

#### Catalizadores planetarios de artes fónicas
Tales of the Abyss contiene una misión secundaria opcional basada en reunir unas armas, —los seis catalizadores planetarios de artes fónicas—, y así poder enfrentarse a un jefe opcional, el más poderoso del juego. Estas armas en si no dan ningún beneficio, es decir, es como si pelearas con las manos desnudas. Pero una vez venzas al jefe opcional cada una de estas armas darán +1 en ataque físico y +1 en ataque mágico por cada enemigo que hayas derrotado con el personaje que usa cada arma, aunque este aumento no se reflejará ni en las estadísticas del arma ni en las estadísticas del personaje, lo cual es un inconveniente ya que no sabes si el catalizador te beneficiará hasta ya pasado un tiempo. El primer catalizador (una espada para Luke) la obtendrás obligatoriamente en la historia al vencer a un jefe en Meggiora Highlands, el resto se obtendrán en una "misión secundaria" bastante larga.

#### Sistema de vínculo entre ciudades
Varios eventos de la trama alteran la economía del juego, cambiando los precios y la disponibilidad de objetos en tiendas. Por ejemplo, la escasez en el pueblo agrícola de Engeve (causada por la molesta fauna) produce la subida desorbitada del precio de la comida, mientras que al estallar la guerra, los precios del equipo caen y se obtiene más beneficio al vender material más antiguo. Además, las acciones del jugador (como investigar el extraño comportamiento de la vida salvaje de Engeve) pueden alterar los precios e incluso la disponibilidad de los objetos a la venta.

#### Aspectos exclusivos de la versión occidental
La mayoría de los juegos de la saga Tales se han basado en meras localizaciones, pero la versión occidental de Tales of the Abyss ha recibido características extra que no están presentes en la versión japonesa. Guy, Natalia, Van y otros han adquirido nuevas artes místicas. Por su parte, el jefe más poderoso del juego también ha obtenido algunas artes místicas de los personajes controlables. Luke y Tear también han recibido nuevas extensiones de artes místicas. Hay muchos cambios menores en las estadísticas de los monstruos, incluyendo una reducción de los multiplicadores de atributos en el Modo Unknown del x4,0 de la versión japonesa al x3,5 de la occidental.

## Argumento

### Trama principal
El juego se desarrolla en el mundo de Auldrant, un planeta compuesto por "fonones" (Fonim (フォニム Fonimu?) en la versión japonesa), una energía material que se halla en todas las cosas. Largo tiempo atrás se descubrió un nuevo tipo de fonón, pero este hecho trajo consigo el caos global. Aquel que utilizase este nuevo séptimo fonón podía leer el futuro. Una séptima fonista llamada Yulia Jue predijo el futuro del mundo, llegando a miles de años después de su tiempo. Esta profecía del mundo se conoció como "Partitura", y está documentada en cristales que fueron dispersados por todo el mundo. Las naciones de Kimlasca-Lanvaldear y Malkuth han luchado entre sí durante generaciones para obtener los fragmentos de estas tablas, y de este modo poder saber el futuro antes que el país rival.
El juego comienza en el año 2017 ND. Luke fon Fabre, el hijo del duque Fabre del reino de Kimlasca, tiene 17 años. Él es la Luz de la Llama Sagrada que está destinada a traer la prosperidad a Kimlasca, pero desde que el imperio de Malkuth trató de secuestrarle hace siete años, ha vivido confinado en la mansión de la familia Fabre. Además, el impacto del secuestro hizo que Luke perdiera todos sus recuerdos hasta el momento. Un fatídico día, una misteriosa mujer irrumpe en la mansión y desencadena una serie de eventos que cambiarán el mundo para siempre…

## Personajes

### Jugables
Luke fon Fabre
Luke es el personaje principal, el único hijo de una familia noble del reino de Kimlasca-Lanvaldear. Después de un incidente de secuestro, todos los recuerdos de su infancia fueron borrados, causando que sea muy egoísta e ignorante al mundo real. Su único pasatiempo es practicar con la espada. Luke también posee la capacidad de crear un "hiperresonancia", una habilidad extremadamente poderosa generada cuando dos fonistas del mismo tipo usan sus habilidades. Mientras avanza la historia, Luke se entera de que él en realidad es una "réplica" (clon) de Asch, el verdadero Luke fon Fabre. Este evento, junto con el abandono de sus amigos y varios giros y acontecimientos dramáticos, provoca que Luke decida cambiar de actitud, y volverse más maduro. El nombre Luke significa "Luz de la Llama Sagrada" en hispaniense antiguo.
Tear Grants
Tear, nombre completo Mystearica Aura Fende, es un Sargento de la Orden de Lorelei, precisamente de la División de Inteligencia. Ella es muy disciplinada y se siente obligada a ser soldado en todo momento, aunque a veces es incapaz de reprimir su lado femenino. También es descendiente de Yulia y puede recitar los Himnos Fónicos de Yulia.
Jade Curtiss
Jade, antes conocido como el Dr. Jade Balfour, es un coronel del imperio Malkuth. Jade es sarcástico, pesimista, honesto y lógico. Se le conoce como "Necromancer" por haber animado los cadáveres de hombres muertos. Él es el creador del fomicry (fomicría), un campo de la ciencia basado en la creación de réplicas, lo que le ha alienado de la gente. Es un especialista en las artes fónicas y posee un amplio conocimiento sobre las cosas del mundo.
Anise Tatlin
Anise es la guardiana del más alto funcionario de la Orden de Lorelei, el Maestro Fónico (Ion). Ella es una brillante y alegre niña, pero a veces puede mostrar un lado más oscuro cuando es provocada, y a menudo oculta sus emociones cuando está sufriendo. Debido a la mala situación financiera de su familia, pretende casarse con alguien adinerado, y conspira para convertirse en la esposa de Luke. Como un titiritero, puede hacer que su juguete de peluche, Tokunaga, crezca en proporciones gigantescas y atacar enemigos. Más tarde se revela que ella espiaba a Ion para Mohs porque él había ayudado a su familia en un momento difícil.
Guy Cecil
Guy, nombre completo Gailardia Gailan Gardios, es un espadachín en servicio a la Casa Fabre. Es muy leal y afectuoso hacia Luke, y se considera a sí mismo algo responsable del Luke estropeado y egoísta. Se reveló que, debido a una mala experiencia durante su infancia, tiene miedo de cualquier contacto físico con las mujeres. También se reveló más tarde que fue originalmente de Hod.
Natalia Luzu Kimlasca-Lanvaldear
Natalia es la princesa de Kimlasca-Lanvaldear que cree firmemente que la función de la nobleza es atender las necesidades de sus súbditos. Ella es amada por su pueblo por sus diversos proyectos de obras públicas, y es muy habilidosa con el arco y la flecha, además de poder usar el séptimo fonón. Como novia comprometida de Luke, ella le regaña por su actitud malcriada y su destitución de sus funciones como un noble. Mientras el juego avanza, se revela que Natalia no es la princesa de nacimiento Kimlasca-Lanvaldear, la verdadera princesa había muerto, por lo que una matrona sustituyó al bebé muerto con el bebé recién nacido, su hija. Natalia es inicialmente llamada traidora para el reino a través de las maquinaciones del Gran Maestro Mohs y es condenada a muerte, pero su pueblo se une a ella. Finalmente, su padre se da cuenta de que a pesar de que no están relacionados por lazos de sangre, Natalia sigue siendo su hija. Natalia está consternada al saber más tarde que su padre biológico es Largo el León Negro.

### No jugables
Maestro Fónico Ion
Compañero de los personajes jugables, el Maestro Fónico Ion es el líder de la Orden de Lorelei, una teocracia neutral tratando de calmar la lucha de poder entre Malkuth y Kimlasca-Lanvaldear. Aunque no es un personaje jugable, él acompaña al equipo de Luke en la mayoría del juego. Esta calmado en la mayoría de las situaciones, y puede utilizar artes fónicas Dáathicas y leer la Partitura obtenida a partir de Piedras Fónicas, todo lo cual puede hacerlo fácilmente. Más adelante en la historia, se revela que él es una séptima réplica del Ion original (el cual murió), lo cual explica su rápido agotamiento tras el uso de las artes dáathicas.
Mieu
Mieu es un pequeño mamífero azul de la raza sagrada de los Cheagles. Se une el grupo de Luke, cuando el anciano Cheagle lo exilia por incendiar el bosque donde viven los Ligers, lo que provoca que ellos cazen a los Cheagles para su alimentación. La raza de los Cheagles es considerada sagrada por la Orden de Lorelei, debido a un pacto formado por Yulia Jue, simbolizado por el Anillo del Hechicero. El anillo permite a los Cheagles comunicarse con otros, así como usar el poder de los diversos fonones a adquirir nuevas habilidades.

### Antagonistas
Van Grants
Van Grants, nombre completo Vandesdelca Musto Fende, es el principal antagonista del juego, el maestro de Luke y el hermano mayor de Tear. Él dirige los Seis Dioses Generales y los principales ejército de la Orden de Lorelei. Fue originalmente un sirviente de la Casa Gardios hasta que la isla de Hod fue destruido. Cuando Van se entera de que la destrucción de Hod estaba en la partitura, y que la predicción se había mantenido en secreto, empieza a odiar a la partitura y decide que un mundo con la partitura debe ser destruido. Van pronto descubre que las réplicas han nacido fuera de control de la Partitura y decide hacer un mundo totalmente creado a partir de réplicas de las personas y del paisaje, sacrificando el mundo y la población original. Los más poderosos los subordinados de Van son los Seis Dioses Generales. Según Lorelei, el nombre real de Van, Vandesdelca, significa "Aquel que busca la Gloria".
Asch el Sanguinario
Uno de los Seis Dioses Generales. Asch es el original Luke fon Fabre. Después de haber sido secuestrado por Van, que lo sustituirá por una réplica, mientras que él se une a los caballeros con el alias "Asch". Que originalmente se juntó con Van hasta que comienza a odiar a las réplicas, sobre todo Luke, que tiene su identidad. Asch ataca a Luke varias veces durante las primeras horas del juego. Después de un cierto punto en el juego, el jugador puede controlar a él de vez en cuando. Asch también ayuda al grupo de vez en cuando en ocasiones posteriores, manteniendo su profundo odio por "la réplica", Luke. Según Asch, su nombre es un juego de cenizas de la "Llama Sagrada", que representa el nombre de Luke.
Legretta la Rápida
Uno de los Seis Dioses Generales. Legretta, anteriormente conocida como Giselle Oslo, fue una vez el instructor de Tear y formó un vínculo con ella. Ella lleva un par de armas y es una brillante estratega. Ella sigue siendo fiel a Van en todas y la mayoría de las circunstancias nefastas, a raíz de sus ideales de un mundo sin la partitura. En las palabras finales de Legretta a Tear, comienza a motivarla, que firme la carta con su verdadero nombre, Giselle Oslo, y pide que siga sus propios ideales y ser feliz en vez de tratar de estar a la altura del ejemplo de Legretta.
Arietta la Salvaje
Uno de los Seis Dioses Generales. Arietta es una tímida niña que fue encontrada por Ligers después de perder a sus padres a un maremoto. Ella controla monstruos y animales que la ayudan en las batallas y los deseos de matar al equipo de Luke por matar a la reina Liger. Ella se molestó por supuestamente quitarle Anise a Ion, Arietta había sido la Guardiana del original Maestro Fon Ion.
Dist el Segador
Uno de los Seis Dioses Generales. Dist, antes conocido como el Dr. Saphir Wyon Gneiss en la versión japonesa o el Dr. Saphir Ortion Gneiss en la versión Inglés, es un estudiante fonón que diseñó y controles fon máquinas. Él se encuentra sentado en una silla voladora, y lanza un ataque cuando se siente ignorado o burlado. Dist compartió su infancia con Jade, y lo considera su rival. Él prefiere ser llamado "Dist la Rosa" y muchas veces se enoja si le llaman de otro modo.
Sync la Tempestad
Uno de los Seis Dioses Generales. Sync es un artista marcial, así como el estratega de los Seis Dioses Generales. Porque es la quinta réplica del original Ion, que inicialmente lleva una máscara para ocultar su identidad. Sync siente que no tiene efectos para la vida y el vacío no es más que un buque de la voluntad de Van, y culpa a la partitura por causar que sea "pegado a esta patética vida".
Largo el León Negro
Uno de los Seis Dioses Generales y el líder de los Caballeros del Oracle, tropas de choque. Largo, conocido anteriormente como Badaq, el padre biológico de Natalia, en verdad, ella no es de la sangre real. Debido a la partitura, su esposa fue obligada a dar a luz y cuando su hija fue llevada a convertirse en la princesa Natalia, ella se suicidó. El perder a su esposa y su hija, hizo que Largo vagara hasta que se encontrara con Van. De acuerdo con el plan de Van para destruir la partitura, Largo tuvo que dejar de lado su antigua vida como mercenario, e incluso abandonadar a su hija.
Gran Maestro Mohs
El líder de los Maestros de la Orden de Lorelei que está obsesionado con el cumplimiento de las partituras. Él intenta iniciar la guerra entre Kimlasca-Lanvaldear y Malkuth varias veces para cumplir con la partitura, y forzó a Ion a leer la Partitura del Planeta, que contenía Séptima Piedra Fónica, por el costo de la vida de Ion. Luego él utiliza el poder de Dist para hacerlo Maestro Fon, a costa de su propio cuerpo, y comienza el "Nuevo Orden de Lorelei", obsesionado con mantener la partitura. Su mente finalmente se deforma con la lectura de un fragmento de la Séptima Piedra Fónica, Luke y su grupo se ve obligado a matarlo de una vez por todas.

## Audio

### Música
La banda sonora de Tales of the Abyss está compuesta casi en su totalidad por Motoi Sakuraba y Shinji Tamura, salvo algunas canciones compuestas por Motoo Fujiwara, el vocalista principal del grupo japonés Bump of Chicken. Las canciones compuestas por él ser encuentran en el álbum "Song for Tales of the Abyss". Bump of Chicken también interpretó el tema de apertura del juego, Karma (de su sencillo Supernova / karma). Se pueden escuchar a lo largo del juego distintas versiones de este tema. Los himnos fónicos (Fuka) de Tear los canta Yukana.
Como en localizaciones anteriores de la saga, la canción de apertura se reemplazó en la versión americana por una nueva versión instrumental de tema original japonés.

## Recepción
Los análisis de este juego han sido mayoritariamente positivos, con una media de 79% en la web Game Rankings en julio de 2008.
El juego ha recibido elogios gracias a sus personajes, diferentes e interesantes. IGN resaltó sobre todo al protagonista y su continuo desarrollo. Otros, en cambio, alaban los diálogos del juego y la dirección de las escenas, aunque también hay quienes se han cuestionado la abundancia de skits y la decisión de omitir su doblaje en la versión americana.
Famitsu le otorgó al título una media de 9/9/9/9 - (36/40) y lo situó en el puesto #43 dentro de la lista de los 100 juegos favoritos de Famitsu de la historia.

## Adaptaciones

### Anime
Una adaptación a anime de televisión compuesta por 26 episodios, producida por Bandai Visual, Namco, y Sunrise Animation Studios, comenzó a emitirse el 4 de octubre de 2008, y finalizó el 28 de marzo de 2009. Los episodios fueron dirigidos por Kenji Kodama y escritos por Akemi Omode. El tema musical del videojuego, "Karma" por Bump of Chicken, fue reutilizado como el opening; asimismo, la mayoría de los actores del voz del videojuego regresaron para los mismos papeles.

### Manga
Tres adaptaciones a manga de Tales of the Abyss han sido realizados y lanzados en Japón. El primero, simplemente titulado Tales of the Abyss fue escrito e ilustrado por Rei y serializado en Dengeki Maoh. El segundo, Tales of the Abyss: Asch The Bloody, escrito por Rin Nijō e ilustrado por Hana Saitō fue publicado en Tales of Magazine. Una tercera adaptación, Tales of the Abyss -Tsuioku no Jade- fue escrita por el artista Ayumi Kano y es una historia alterna centrada en el personaje Jade Curtiss. El primer capítulo fue estrenado en la revista Asuka el 24 de abril de 2009.